# Карат (маса)
Вижте пояснителната страница за други значения на Карат.
За единицата за чистота на благородни метали вижте Карат (благородни метали).
Каратът е единица за маса, която се използва при измерването на скъпоценни камъни и перли. Равнява се на 200 милиграма. Думата произлиза от гръцката keration (семе на рожков) през арабската кират до италианското carato. Семената на рожкова в далечното минало се използвали като мярка за тежест заради техния еднакъв размер. Различните страни имали всяка свой собствен карат, приблизително равен на теглото на бобче от рожков.
При системата Troy pound каратът бил около 205 mg. През 1907 г. е възприет метричният карат от 200 mg, който сега се използва универсално.